# 哈比人：五軍之戰
《哈比人：五軍之戰》是一部於2014年上映的古典奇幻冒险片。由導演彼得·傑克遜所執導的「哈比人電影系列」的第三部作品，為2013年的《哈比人：荒谷魔龍》的續集。由馬丁·費里曼、伊恩·麦凯伦、李察·阿米塔吉、伊万杰琳·莉莉、李·培斯、盧克·伊萬斯、班奈狄克·康柏拜區、詹姆斯·内斯比特主演，其他演員還包括凯特·布兰切特、伊恩·荷姆、克里斯多福·李、曉高·韋榮、湯瑪遜·麥肯錫與奥兰多·布鲁姆。
英国于2014年12月12日上映，北美、台湾和香港上映日期為12月17日，中国大陆于2015年1月23日公映。本片获得第87届奥斯卡金像奖最佳音效剪辑提名。全球票房达到9.55亿美元，该成绩仅次于《变形金刚4》成为2014年度全球票房亚军以及影史第26位。

## 劇情
上回講到比爾博·巴金斯與眾矮人已到達孤山，並且驚醒了惡龍史矛革。比爾博把索林的家傳寶鑽偷出來，但史矛革已經離開孤山，飛至長湖鎮大肆破壞，自私的鎮長立即乘船離開長湖鎮避難，正當城中的居民認為必死無疑時，巴德在兒子貝恩的協助下，於鐘樓上發射黑箭，正中史矛革的心臟，史矛革在掉進河時，剛好壓在鎮長的船上，鎮長死去，巴德被鎮上的市民推舉為鎮長。另一方面，凱蘭崔爾、愛隆和薩魯曼到達多爾哥多抵擋九戒靈並將甘道夫救出，甘道夫便在瑞達加斯特的護送下離開。這時，索倫現身於凱蘭崔爾三人面前，而凱蘭崔爾則使出艾蘭迪爾之光將索倫和戒靈擊退。索倫向東逃走，薩魯曼要愛隆照顧疲倦的凱蘭崔爾，而表示：「索倫留給我對付」。
由於長湖鎮已被史矛革破壞，巴德決定帶領鎮民去孤山要求索林把錢還給他們，以重建長湖鎮。與此同時，精靈國王瑟蘭督伊也希望奪回孤山內被奪取的精靈寶藏，於是便派大軍聯同長湖鎮居民向索林宣戰，巴德獨自試圖和索林談判，但索林已被貪欲和孤山內的寶藏迷着，不願向巴德實行承諾並封了大門。即使比爾博事先把寶石偷出交給巴德，索林仍不改心意。索林的表哥丹恩也率领大军趕至戰場向精靈宣戰。這時，由阿索格率領的半獸人大軍也因為孤山內的寶藏及其戰略位置而派出大軍意圖奪取孤山，大軍的人數遠超過精靈、矮人以及長湖鎮居民，使得他們必须組成聯軍，以和半獸人展開大戰。
由於半獸人人數眾多，致使聯軍開始節節敗退。在孤山，索林拒絕到外戰鬥，直到他後來出現了幻覺，這才讓他從「惡龍瘋病」中徹底清醒並帶領著手下上戰場對抗半獸人大軍。他們的出現一下扭轉了戰局，使聯軍士氣大振，連長湖鎮的老弱婦孺也拿起器械來抗擊半獸人。索林打算先擒王，於是帶著奇力、菲力和德瓦林前去高塔上刺殺阿索格，但到達後發現高塔沒有人影，於是派奇力和菲力去調查。
此前在剛達巴山目睹半獸人的第二軍出發的勒苟拉斯與陶烈兒這時趕到現場，告知了甘道夫這個訊息，於是比爾博便利用魔戒登上高塔去警告索林。這時，菲力被阿索格當着索林、德瓦林和比爾博的面殺死並扔於懸崖下，這景像被位於下方的奇力看見後，奇力大怒上前攻擊，索林也追了上去。同時，勒苟拉斯和陶烈兒也到達此地支援。比爾博在途中被擊昏，而奇力則為了保護陶烈兒而遭波格殺死。在勒苟拉斯擊敗波格後，比翁和瑞達加斯特帶領著一群巨鷹到達戰場，最後成功瓦解了半獸人軍隊。
經過一番激戰後，索林打倒了阿索格；但不料，在水中假死的阿索格偷襲了索林，雖然阿索格仍被殺死但索林也因此中了致命傷。比爾博醒來後，發現了倒地不起的索林，索林便在比爾博的懷中死去。戰後，勒苟拉斯在瑟蘭督伊的建議下，出發去亞爾諾尋找一位被人們稱為「神行客」的年輕遊俠。陶烈兒哀悼著奇力，瑟蘭督伊接受了兩人的愛，並同意埋葬他。矮人在孤山內舉行了盛大的葬禮，將索林·橡木盾等人深葬山中，而山下國王的位置則由丹恩繼任。
比爾博告別了矮人們和甘道夫，回到家後發現自己的家當遭到拍賣，因為鄰居們認為他失蹤了十三個月可能已經死了，比爾博用和索林們簽署的合約來證明自己確實是比爾博本人。六十年後比爾博正將他的傳奇歷險撰寫成書，同時甘道夫上門拜訪，之後便連接開啟了《魔戒首部曲：魔戒現身》的故事。

## 演员
- 馬丁·費里曼 飾 比爾博·巴金斯
  - 伊恩·荷姆 飾 年老的比爾博·巴金斯
- 伊恩·麥克連 飾 灰袍甘道夫
- 李察·阿米塔吉 飾 索林·橡木盾二世[7]
- 班奈狄克·康柏拜區 飾 華麗史矛革、死靈法師索倫[7]
- 奧蘭多·布魯 飾 精靈王子勒苟拉斯
- 伊万杰琳·莉莉 飾 陶烈兒
- 路克·伊凡斯 飾 長湖神射手巴德
- 李·培斯 飾 瑟蘭督伊
- 葛拉罕·麥克塔維什 飾 德瓦林
- 肯·史考特（英语：Ken Stott） 飾 巴林
- 艾丹·特纳 飾 奇力
- 狄恩·歐葛曼（英语：Dean O'Gorman） 飾 菲力
- 馬克·哈德洛 飾 朵力
- 傑德·布拉非 飾 諾力
- 亞當·布朗（英语：Adam Brown (actor)） 飾 歐力
- 約翰·卡倫 飾 歐音
- 彼得·漢柏頓 飾 葛羅音
- 威廉·基契爾 飾 畢佛
- 詹姆斯·内斯比特 飾 波佛
- 史帝芬·杭特（英语：Stephen Hunter (actor)） 飾 龐伯
- 凱特·布蘭琪 飾 凱蘭崔爾[7]
- 雨果·威明 飾 愛隆
- 克里斯多福·李 飾 白袍薩魯曼
- 西爾維斯特·麥考伊 飾 褐袍瑞達加斯特
- 馬努·貝内特 飾 毀滅者阿索格
- 约翰·圓伊 飾 波格[8]
- 比利·康諾利 飾 丹恩二世·鐵足
- 麥可·佩斯伯蘭特（英语：Mikael Persbrandt） 飾 比翁
- 史蒂芬·弗莱 飾 長湖鎮鎮長
- 萊恩·蓋奇（英语：Ryan Gage） 飾 艾弗德
- 約翰·貝爾 飾 貝恩
- 马克·米钦森（英语：Mark Mitchinson） 飾 布拉加
- 湯瑪遜·麥肯錫 飾 阿斯特麗德
- 賽門·倫敦 飾 費倫茲

## 製作
2013年5月，劇組開始拍攝三部曲中的最後兩部電影，共為期10週。
2014年4月，导演杰克逊宣布將本片從《哈比人：奇境再返》（The Hobbit: There and Back Again）更名為《哈比人：五軍之戰》，認為以「五軍之戰」作為片名較能突出本片的重點。托爾金協會主席Shaun Gunner對此一決定表示認同。

## 音樂
該片的配樂仍由霍華·蕭創作。片尾曲《最後悼別》由曾在《魔戒》電影中飾演皮聘的蘇格蘭歌手比利·包依德演唱，杰克逊說想用這首歌來向中土世界以及魔戒影迷們道別。

## 发行
2014年12月1日晚在伦敦举行全球首映式。导演杰克逊称这是《霍比特人》三部曲中最令人满意的一部。

### 評價
據MTV報導，《哈比人：五軍之戰》已獲得了「正面的評價」，影評家們稱讚「以精簡、縮短時間的方式來達到令人滿意的結局」。IBT給予本片正面的評價，評論家大讚：「基於導演彼得·傑克森的努力將J·R·R·托爾金的奇幻小說改編成一部史詩級的冒險電影三部曲」。爛番茄網站根據201條专业評論持有61％的新鮮度，平均得分6.3/10，普通观众支持度为77%，該網站共識：「相當嚴峻、史詩以及動感十足的《哈比人：五軍之戰》，使彼得·傑克森的第二中土三部曲完結於一個激勵人心的高潮」。電影在Metacritic基於45位評論家的影評，得分59（滿分100），代表「混合口碑」。
BBC的尼可拉斯·巴伯寫道，傑克森成功地將《哈比人》與《魔戒》之間的差距縮小，《五軍之戰》是一個「巨大的成就」，但他也批評該電影，其重複性大戰鬥場面和欠缺令人注目的劇情鋪成。

### 票房

#### 北美
《霍比特人3：五军之战》於北美週二首映，2014年12月16日下午7點在3100間戲院播放，第二天增加至3875間戲院。早期的分析師和業內人士預測，本片於首映週末的票房能獲得7000萬至8000萬美元左右。電影在週四深夜就獲得了1120萬美元的票房佳績，成為2014年第二高，先前創下記錄的為《星際異攻隊》與《飢餓遊戲：自由幻夢Ⅰ》（1700萬美元）。
首周五天收入9063万美元，其中周末三天入账5622万列榜首，该成绩不如《霍比特人1》的8477万和《霍比特人2》的7368万，首周七天的票房《霍比特人3：五军之战》为1.08亿，不如《霍比特人1》的1.13亿，但高于《霍比特人2》的9600万。次周末收入4142万蝉联冠军，总票房达1.685亿。第三周末入账2191万实现三连冠，总票房达到2.208亿，这也实现了从《指环王：护戒使者》到《霍比特人3：五军之战》六部电影都是三连冠的壮举，无人可破。第四周末开始暴跌，取得944万列第四位，从而最终被《霍比特人2》反超，成为整个系列最差成绩，最终累计2.55亿。

#### 其他地區
於2014年12月10日至12月11日在17個海外市場發布，加上歐洲的11個市場票房共2660萬美元。
《霍比特人3：五军之战》在全球超過1500個大螢幕上播映，於週末在海外首映時，電影出色地獲得了1.176亿美元的票房（來自37個市場），到第二周海外票房达到今人的2.65亿，蝉联冠军；第三周票房达到4.05亿蝉联冠军；第四周票房达到5.021亿，蝉联冠军，成功实现海外四连冠。
中国大陆方面，首周三天收3.08亿人民币夺冠，次周取得2.68亿蝉联冠军，最终累计7.65亿，大大地超过第一部的3.15亿和第二部的4.68亿。《霍比特人3》成为2015年中国首部连续突破4亿，5亿，6亿，7亿的电影。
香港方面，首周五天入账1095万港币，次于《博物馆奇妙夜3》列第二；次周收入1335万蝉联亚军。韩国票房最终累计达到2300万，为该系列最佳成绩。在欧洲地区《霍比特人3》的票房比起前两部有较大消减，但依然创造巨额票房，如德国（7860万）、英国（6500万）、法国（4400万）。
台灣方面，首週五天票房為新台幣8369萬元；次週票房累計至新台幣1.31億元；第三週票房累計至新台幣1.75億元；第四週票房累計至新台幣1.85億元。
| 上一届： 《法老与众神》           | 2014年美國週末票房冠軍 第51-53周   | 下一届： 《飓风营救3》           |
| 上一届： 《出埃及記：諸神與國王》 | 2014年台北週末票房冠軍 第51週      | 下一届： 《博物馆惊魂夜3》       |
| 上一届： 《重返20岁》             | 2015年中国内地一週票房冠軍 第4-5周 | 下一届： 《奔跑吧！兄弟 电影版》 |

## 獎項
| 年份 | 獎項                 | 類別           | 得獎者                                                         | 結果 | 參考   |
| ---- | -------------------- | -------------- | -------------------------------------------------------------- | ---- | ------ |
| 2015 | 評論家選擇獎         | 最佳髮型及化妝 | 《哈比人：五軍之戰》                                           | 提名 | [ 36 ] |
| 2015 | 評論家選擇獎         | 最佳視覺效果   | Joe Letteri, Eric Saindon, David Clayton, R. Christopher White | 提名 | [ 36 ] |
| 2015 | 第68届英国电影学院奖 | 最佳視覺效果   | Joe Letteri, Eric Saindon, David Clayton, R. Christopher White | 提名 | [ 37 ] |
| 2015 | 第87届奥斯卡金像奖   | 最佳音效剪辑   | Brent Burge and Jason Canovas                                  | 提名 | [ 38 ] |
| 2014 | 哈特蘭電影節         | 真實動態畫面獎 | 《哈比人：五軍之戰》                                           | 獲獎 | [ 39 ] |
| 2014 | 鳳凰城影評人協會獎   | 最佳視覺效果   | 喬·雷特瑞, 馬特·艾特肯, 艾瑞克·賽恩登, 史考特·錢伯斯           | 提名 | [ 40 ] |

## 備註
1. 前譯：哈比人：汗血回歸
2. 前譯：哈比人：奇境再返
3. ↑  前稱：[4]

## 外部連結
- 官方网站
- 互联网电影数据库（IMDb）上《哈比人：五軍之戰》的资料（英文）
- 爛番茄上《哈比人：五軍之戰》的資料（英文）
- Metacritic上《哈比人：五軍之戰》的資料（英文）
- Box Office Mojo上《哈比人：五軍之戰》的資料（英文）
- AllMovie上《哈比人：五軍之戰》的资料（英文）